# Malczewski (dramat)
Malczewski – dramat Antoniego Langego wystawiony pośmiertnie, w 1931. Często określany mianem poematu dramatycznego; uznawany za najbardziej udaną sztukę autora. Treść dramatu nawiązuje do tragicznej biografii romantycznego poety Antoniego Malczewskiego. Jest ponadto próbą polemiki z najwyższymi wartościami romantycznego poety: indywidualizmem, społecznym ostracyzmem, wrażliwością itd.